# آلفرد لی لومیس
آلفرد لی لومیس (انگلیسی: Alfred Lee Loomis؛ ۴ نوامبر ۱۸۸۷ – ۱۱ اوت ۱۹۷۵) وکیل، بانکدار سرمایه‌گذار، نیکوکار، دانشمند و فیزیکدان آمریکایی و مخترع سیستم ناوبری برد بلند لورن و حامی مادام‌العمر تحقیقات علمی بود. او آزمایشگاه لومیس را در تاکسیدو پارک، نیویورک تأسیس کرد و نقش او در توسعه رادار و بمب هسته‌ای به پیروزی متفقین در جنگ جهانی دوم کمک کرد.